# Szabad Tisztek Mozgalma
A Szabad Tisztek Mozgalom egy Egyiptomban működő titkos forradalmi szervezet volt, melyet 1948-ban alapított Gamal Abden-Nasszer alezredes és néhány tiszttársa. Céljuk a megszálló britek kiűzése és a királyság megdöntése volt.
A szervezetet a frissen megalakuló Izraeltől 1948-ban elszenvedett megalázó vereség hatására hozta létre néhány alacsonyabb rangú, fiatal, zömmel kispolgári származású tiszt. Nasszer 1949-ben hozta létre koordináló bizottságát, amelynek 1950-ben elnökévé választották.  A Szabad Tisztek Bizottsága Mohammed Nagíb tábornokot tette meg a testület „arcának” a nyilvánosság számára, akit 1952. július 23-án hatalomra segítettek egy sikeres puccsban.
Ekkor a Mozgalom Bizottságának az alábbi személyek voltak a tagjai: Nasszer és Anvar Szadat alezredes, Abdel Hakim Amer, Szaláh Szálem, Kamál ad-Dín Huszejn valamint Hálid Muhji ad-Dín őrnagy, Huszejn as-Safi őrnagy, Gamal Szalem és Abdel Latíf al-Bagdadi repülő-alezredes, illetve Hasszán Ibrahim repülő-őrnagy voltak. Később Husszein as-Safí őrnagy és Zakaria Muhi ad-Dín alezredes is csatlakozott a bizottsághoz.
Részletesebb tevékenységéről a vonatkozó szócikkek szólnak.

## Utánzatok, egyéb mozgalmak
Az egyiptomihoz hasonló szervezetet több arab politikus lemásolta, hogy Nasszer felemelkedését utánozhassa. Így Moammer Kadhafi líbiai elnök is így tett, amikor 1969-ben megdöntötte Idrisz király hatalmát, és a szíriai Baasz Párt is hasonló mozgalom segítségével vetett véget 1961-ben a Nasszer által kezdeményezett szír-egyiptomi uniónak (Egyesült Arab Köztársaság). Az 1960-as években Talal Szaúd-arábiai herceg a Szabad Tisztek Mozgalom mintájára szervezte meg a Szabad Hercegek Mozgalmat, amellyel sikertelenül igyekezett megdönteni a konzervatív monarchiát. 
A Szabad Tisztek Mozgalom nevet vette fel tudatosan Szaddám Huszein ellenzéke Irakban. Vezetőjük, Nadzsib asz-Szalihi dandártábornok írta alá 2002. június 15-én az Asszíriai Nemzeti Kongresszussal a konföderációs egyezmény.